# Sinha Moca, la dea bianca
Sinha Moca, la dea bianca (Sinhá Moça) è un film del 1955 diretto da Tom Payne e Oswaldo Sampaio.
Per questo fil, l'attrice Eliane Lage ha vinto il Prêmio Saci come miglior attrice protagonista.